# I. C. Brătianu, Tulcea
I. C. Brătianu (în trecut (A)zaclău, apoi 23 August) este satul de reședință al comunei I.C. Brătianu din județul Tulcea, Dobrogea, România. Se află în partea de nord-vest a județului, în Lunca Dunării, pe malul drept al Dunării, vis-a-vis de Galați. În apropierea sa, se află un punct de trecere a Dunării cu bacul spre Galați.